# Hermit Island (Antarktika)
Hermit Island (von englisch hermit ‚Einsiedler, Eremit‘) ist eine 1,5 km lange Insel im Palmer-Archipel vor der Westküste der Antarktischen Halbinsel. Sie liegt 2,5 km südöstlich des Bonaparte Point vor der Südwestküste der Anvers-Insel.
Das UK Antarctic Place-Names Committee nahm 1958 die Benennung vor. Namensgebend war der Umstand, das ein Geodät des Falkland Islands Dependencies Survey im Januar 1957 allein auf dieser Insel stationiert war, um sie zu vermessen.